# Andningsgas

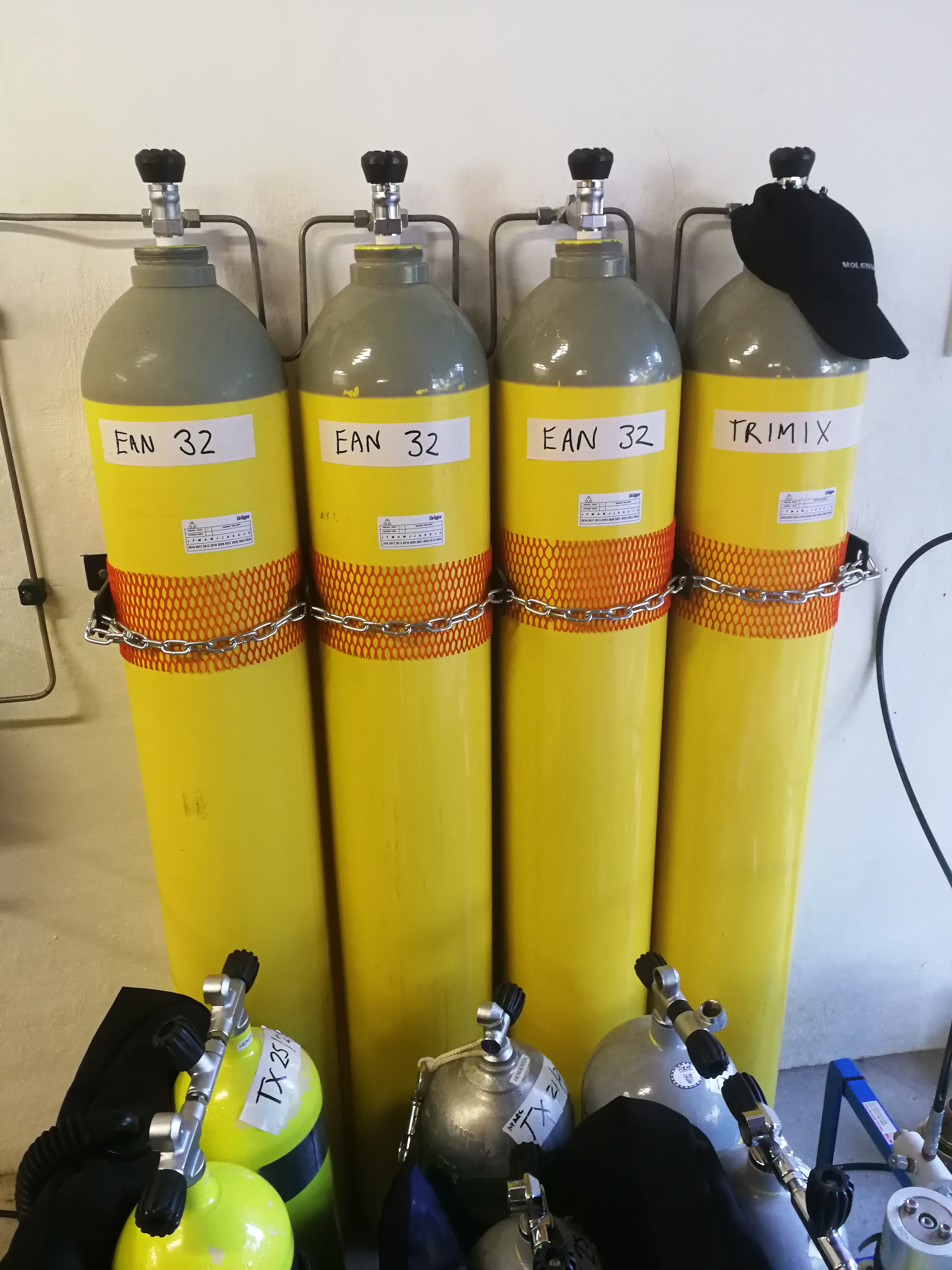
Olika andningsgaser i gastuber

Andningsgas är någon av de gasblandningar som är avsedda för andning. Andningsgas används bland annat vid dykning, luftfart, klättring, rymdfart, brandsläckning eller saneringsarbete, där människor inte obehindrat kan andas jordens atmosfär.
Andningsgas innehåller syre, blandat med kväve (nitrox) eller helium (heliox). Innehåller andningsgasen syre, kväve och helium kallas blandningen trimix. Andningsgas kan även innehålla andra gaser, beroende på användningsområde, t.ex. Neon.

## Olika användningsområden för andningsgas

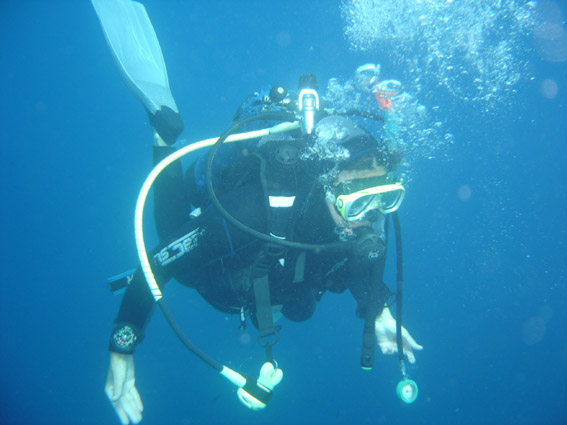
Dykare som använder sig av andningsgastuber

### Dykning och andra användningsområden vid förhöjt omgivningstryck
Dykning är ett användningsområde för andningsgas vid förhöjt omgivningstryck. Vid dykning med andningsgas är det viktigast att kontrollera syrgaskoncentration och koncentration gas med narkotisk effekt (oftast kvävgas) för att förhindra syrebrist, syretoxicitet och kvävenarkos. Detta innebär i regel att sänka koncentrationerna av både syre och kväve jämfört med luft, genom att tillsätta en högre koncentration av annan "utfyllnadsgas", oftast helium. Man försöker även minimera dekompressionstid.

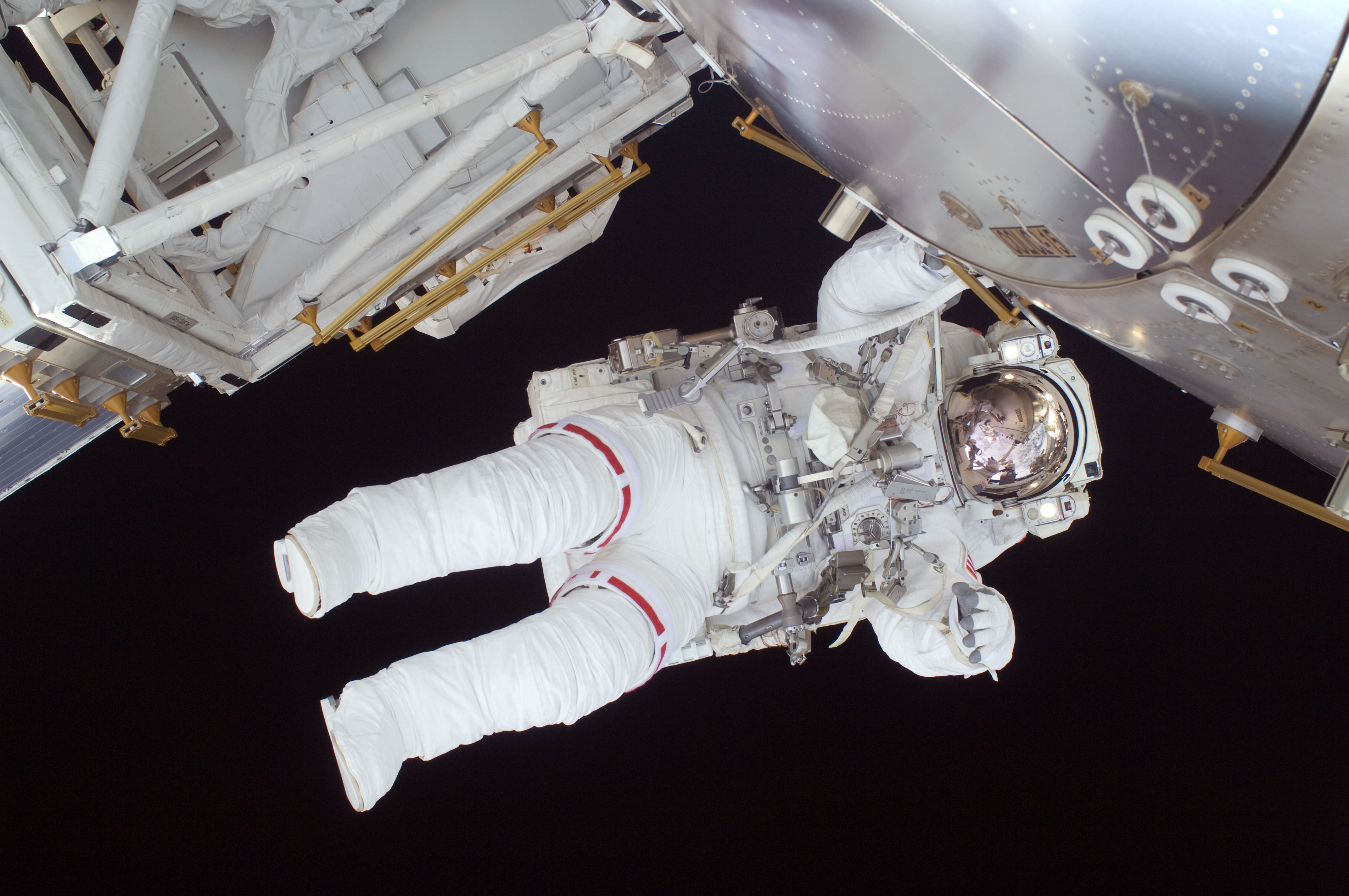
En astronaut i rymddräkt

### Användningsområden vid sänkt omgivningstryck
Användningsområden vid sänkt omgivningstryck inkluderar luftfart, rymdfart (särskilt i rymddräkter) och bergsklättring vid hög höjd. Det viktigaste är att kontrollera koncentrationen syrgas, så att ett adekvat partialtryck hos syrgasen finns för respiration. Detta är i regel genom att öka koncentrationen syre i andningsgasen, ibland till den grad att man andas i princip rent syre.

### Medicinsk användning
Medicinsk användninga av andningsgas innefattar hyperbar oxygenbehandling och anestesi. Vid hyperbar oxygenbehandling låter man patienten andas andningsgas med hög koncentration syre, för att öka syremättnaden i blodet och syretillförseln till vävnader. Detta görs för att motverka syrebrist, exempelvis vid kolmonoxidförgiftning. Vis anistesi ges patienten istället andningsgas innehållande något anistetikum i syfte att smärtstilla och/eller få patienten medvetslös inför medicinska ingrepp.

## Individuella gaser i andningsgas
Andningsgas uppgörs av någon blandning av tillhörande gaser. Dessa har olika egenskaper och används därför till olika andningsgaser och användningsområden. Nedan är en lista på de vanligare använda gaserna samt några av deras egenskaper:

### Syre
Syre är ett av de vanligast förekommande ämnena på jorden. Det är mycket reaktivt och är väsentlgt för alla växter och djurs cellandning. Atmosfären innehåller ungefär 21 % syrgas, och syrgasen är den enda gasen i luften som kroppen faktiskt använder, resterande gaser i atmosfären späder endast ut syrgasen. Syrgas är därför den enda gas som är helt nödvändig i andningsgas, och 100 % syrgas används faktiskt ibland på sjukhus, på flygplan och vid grundare dykning. Att andas ren syrgas under tryck kan dock orsaka syretoxicitet, och därför blandas syrgas oftast ut med andra gaser.

### Kväve
Kvävgas utgör ungefär 78 % av jordens atmosfär. Kvävgas är i atmosfären generellt sett inert. Kvävgas används i andningsgas för att späda ut syrgaskoncentrationen, så att man kan undvika syretoxicitet, men det är inte den enda gas som kan användas i det syftet och kvävgas har vissa stora nackdelar jämfört med andra ämnen. Kvävenarkos är en effekt av att andas in en gas innehållandes kväve vid högt tryck, vilken till viss del liknar alkoholberusning. Detta är särskilt farligt vid dykning då det kan leda till en försämrad förmåga att bedöma riktning (t.ex. att veta vilket håll som är upp) och en allmän försämring i omdömesförmåga. Med luft som andningsgas under dykning kan kvävenarkos bli märkbart redan vid 20 meters djup och för de flesta blir konsekvenserna allvarliga vid 45 meters djup. Av denna anledning används inte luft (vilket har hög kvävgaskoncentration) som andningsgas vid djupare dyk utan då måste andra andningsgaser användas istället. Dykgaser som innehåller kväve kallas nitrox.

### Helium
Helium är en ädelgas. Helium är inert, färglöst, luktlöst och smaklöst . Helium orsakar inte kvävenarkos, men har andra egenskaper som vid dykning kan orsaka problem. Detta är bl.a. heliums röstförvrängande egenskaper vilket kan försvåra kommunikation mellan dykare samt heliums värmeledande förmåga vilket kan leda till nedkylning av både kropp och andningsvägar. Dykgaser som innehåller helium kallas heliox.

### Neon

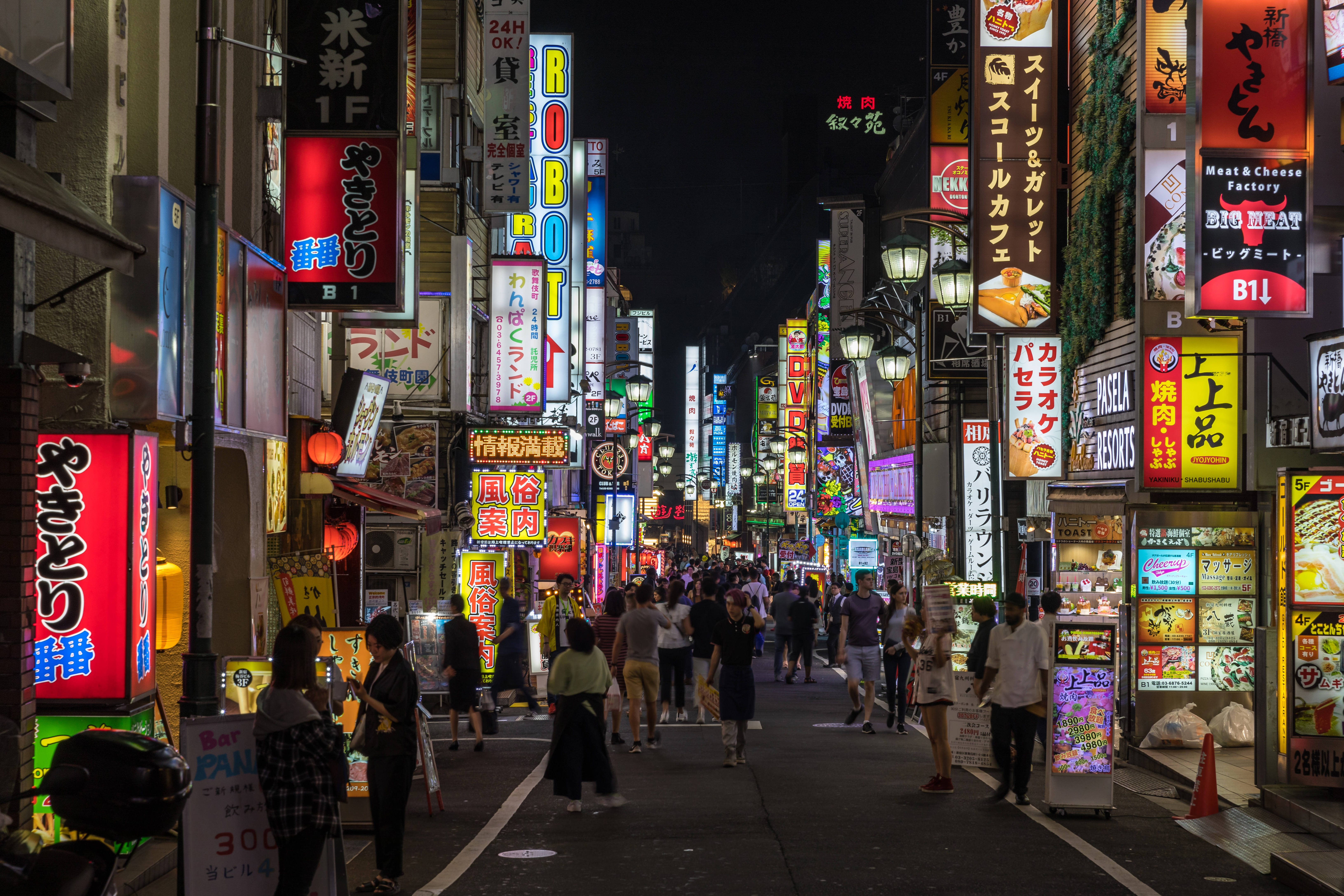
Samma neongas som används i neonlampor används också i andningsgas

Neon är inert, färglöst, luktlöst och smaklöst. Neon orsakar inte kvävenarkos som kväve eller röstförvrängnig som helium och har, för dykning, bättre värmeledande egenskaper. Neon är inte vanligt i andningsgas då det är väldigt dyrt även jämfört med helium utan har mest använts inom viss dykningsforskning. När neon är blandat med syrgas kallas blandningen för neox och när neon är blandat med trimix kallas blandningen neoquad.

### Väte

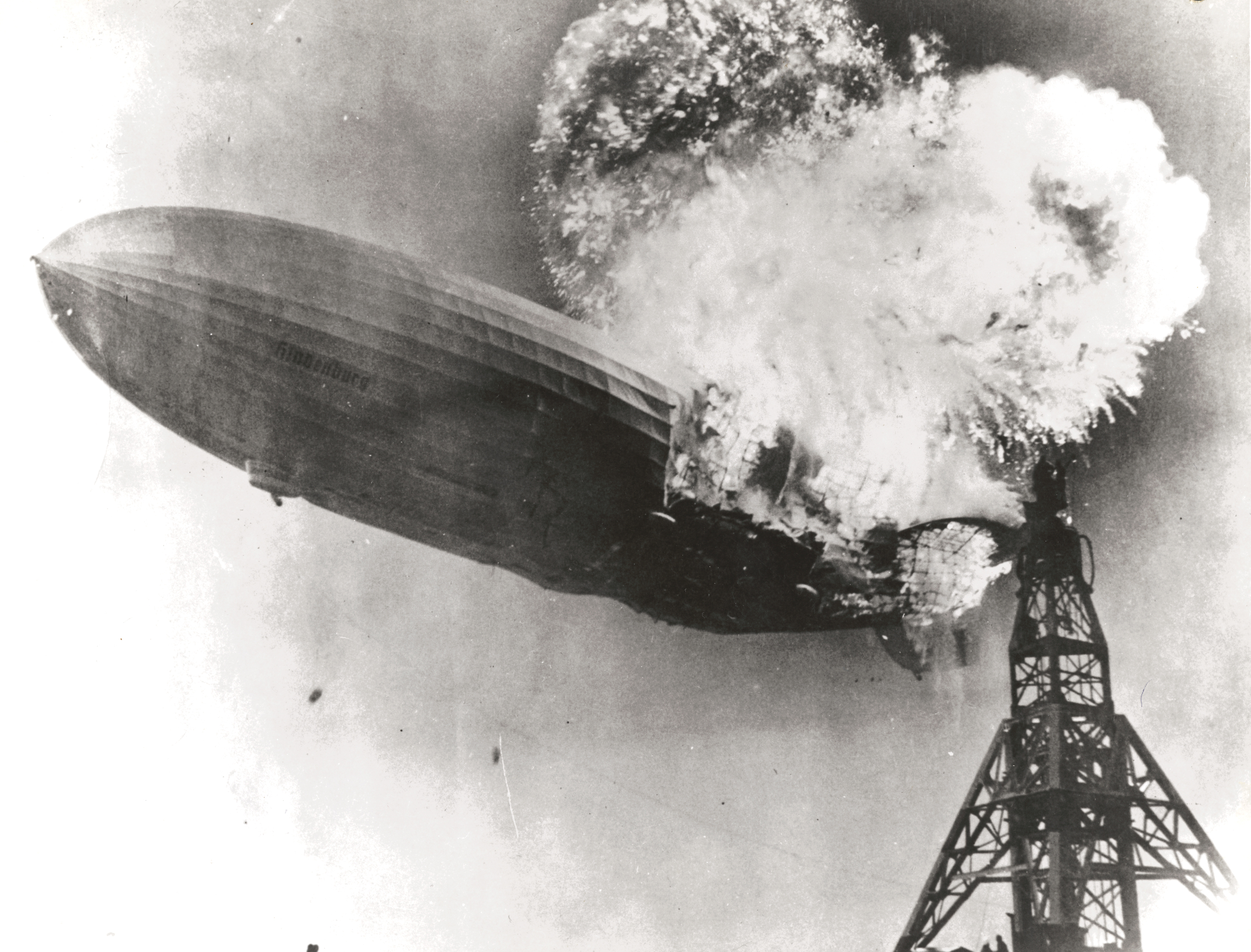
Hindenburgexplosionen (1937) orsakades av att vätgas reagerade okontrollerat och explosivt med syrgas, samma effekt som man vill undvika i andningsgas innehållandes väte.

Vätgas är färglöst, luktlöst och smaklöst. Vätgas har använts för att ersätta kvävgas i vissa andningsgaser i syfte att undvika kvävenarkos, men på grund av dess explosivitet när det är blandat med syrgas (4-5 %) är användningen av vätgas i andningsgas mycket riskfullt och det används nästan bara i experimentellt syfte. Då syrgaskoncentrationen i andningsgas innehållandes vätgas måste vara låg för att undvika explosionsrisk kan andningsgaser innehållandes vätgas inte heller användas vid dykning på ett djup på mindre än 30 meter.

## Olikagasblandningar

### Luft
Den vanligaste andningsgasen, och den andningsgas som uppgör jordens atmosfär vid markytan. Luft består av ca 78,1 % kväve och 20,9 % syre. Resterande 1 % uppgörs av en mängd andra spårämnesgaser t.ex. argon och koldioxid. Luft innehåller även av en varierande mängd vattenånga. Luft används vid tryck som är relativt nära atmosfäriskt tryck, men vid högre tryck, exempelvis vis djupdykning, krävs andra gasblandningar för att motverka främst kvävenarkos och syretoxicitet.

### Nitrox
En andningsgasblandning som består av endast syre och kväve. Nitrox har en högre halt syre jämfört med luft, mellan 25 och 40 %, medan resten utgörs av kvävgas. Nitrox kallas därför även för "syreberikad luft". Nitrox har både fördelar och nackdelar jämfört med vanlig luft, inom dykning är de främsta fördelarna att man kan dyka längre utan att behöva dekompression samt att man minskar dekompressionstiden. Detta är eftersom nitrox leder till mindre kväveupptagning vid högre tryck och leder även till minskad risk för dykarsjuka. Nitrox medger dock INTE ökat dykdjup, och nitrox ökar riskerna för syretoxicitet särskilt vid högre tryck.

### Heliox
En andningsgasblandning som består endast av syre och helium, oavsett exakta proportioner. Avsaknaden av kväve gör att risken för kvävenarkos elimineras, men det kommer i utbyte mot ökad dekompressionstid vid dykning och att heliox är dyrare än exempelvis trimix (pga den högre halten helium). Heliox tillåter betydligt djupare dyk än luft och nitrox. Heliox används mest inom yrkesdykning.

### Trimix
Ett samlingsnamn för andningsgasblandningar som består av syre, kväve och helium, oberoende av proportioner. Heliox minskar både halten kvävgas och syrgas, vilket minskar riskerna för både syretoxicitet och kvävenarkos, och används därför vid djupare dyk. Ju djupare dyk man vill göra desto lägre halt syrgas och kvävgas och desto högre halt helium. Trimix delas in i tre kategorier beroende på syrehalt, hypoxisk (syrgashalt lägre än luft, dvs <21 %), normoxist (samma syrgashalt som luft , dvs 21 %) och hyperpoxisk (högre syrgashalt än luft, dvs >21 %). Vidare benämns vissa specifika trimixer med egna namn, exempelvis helair (16 % syrgas, 24-40 % helium och resten kväve, vilket används vid teknisk sportdykning på 40-55 m)), triox (syrehalt på över 21 %, benämningen används för att skilja trimixer som kräver en separat s.k. transportgas ner till ett visst djup från de som kan användas direkt från ytan och triox är speciellt avsett för djupdyk på 30-55 m) och helitrox (syrgashalt 26-30 %, heliumhalt 13-17 % och resten kväve, helitrox är avsedd för sport-djupdyk mellan 30 och 45 m).

### Neox
En andningsgasblandning som består av syre och neon, oavsett exakta proportioner. Neox används inte för praktisk dykning. Neox har väldigt låg narkotisk effekt och påverkar inte rösten på samma sätt som helium. Neox har långa dekompressionstider.

### Neoquad
En andningsgasblandning som består av syre, kväve, helium och neon.

### Hydrox
En andningsgasblandning som består av syre och väte, oavsett exakta proportioner. Hydrox kommer med stor explosionsrisk, och används därför nästan inte alls. Djupberusningseffekten från vätgasen gör att dyk med hydrox som andningsgas är begränsade till 200 m. De låga syrehalter som krävs för att minimera explosionsrisken med hydrox gör även att den inte går att använda vid grunda dyk, utan endast vid dyk djupare än 30 m.

### Hydreliox
En andningsgasblandning som består av syre, väte och helium. Hydreliox har samma explosionsrisker och medföljande begränsningar som hydrox, och används därför sällan, men fördelen är att man kan eliminera risken för kvävgasberusning som trimix medför.